# Timring
Timring er en landsby i Vestjylland med 705 indbyggere  (2024). Timring er beliggende i Timring Sogn 19 kilometer vest for Herning og tre kilometer syd for Vildbjerg. Byen hører til Herning Kommune og er beliggende i Region Midtjylland.
Timring Kirke ligger i byen.